# Kasteel van l'Empéri
Het Kasteel van l'Empéri (Frans: Château de l'Empéri) is een kasteel in het centrum van de Franse gemeente Salon-de-Provence. Het kasteel was een residentie van de aartsbisschoppen van Arles van de 12e tot de 18e eeuw. Het is een beschermd monument sinds 1956.

## Geschiedenis
Het kasteel is gebouwd op een rotsheuvel, Rocher du Puech, die de vlakte van de Crau domineert. Op deze rots was in de Romeinse tijd een castrum.
Een eerste bouwfase van het kasteel is te situeren in de 10e eeuw. Al in 975 werd het kasteel vermeld. Tot de 12e eeuw behoorde het kasteel toe aan de Heilige Roomse keizers en hieraan ontleende het zijn naam. In de 12e eeuw kwam de heerlijkheid Salon in handen van de aartsbisschoppen van Arles en het werd hun favoriete residentie. Zij lieten het kasteel verbouwen tussen 1219 en 1275. In de 14e eeuw moest het kasteel belegeringen doorstaan en werd het verder versterkt. Later die eeuw liet kardinaal Pierre IV van Foix het kasteel verfraaien en in de 16e eeuw liet aartsbisschop Jean Ferrier een galerij bouwen in renaissancestijl en een gotische gebeeldhouwde schouw.
In de 16e eeuw met zijn godsdienstoorlogen speelde het kasteel nog een militaire rol, maar daarna had het enkel nog een residentieel en ceremonieel karakter. Het bleef een residentie van de aartsbisschoppen van Arles tot de Franse Revolutie. Toen werd het verkocht als nationaal goed en de gemeente werd eigenaar van het kasteel. Het deed dienst als rechtbank, kazerne en gevangenis.
In de 19e eeuw werd de gracht rond het kasteel gedicht. In 1909 werd Salon-de-Provence getroffen door een aardbeving waarbij ook het kasteel schade opliep. De bouwvallige duiventoren en een andere toren moesten gesloopt worden. In 1920 verlieten de laatste soldaten het kasteel en in 1926 werd het een museum. Tot 1956 was het Musée du Vieux Salon hier gevestigd en daarna een legermuseum.

## Beschrijving
Het kasteel kende verschillende bouwfases. De kapel is 14e-eeuws en de galerij 16e-eeuws met 17e-eeuwse muurschilderingen. Het oudste deel van het kasteel is de noordelijke binnenplaats, Cour de l'Empéri, die achter de hoofdingang ligt. Hier is een kruidentuin uit de renaissance gereconstrueerd.

## Afbeeldingen

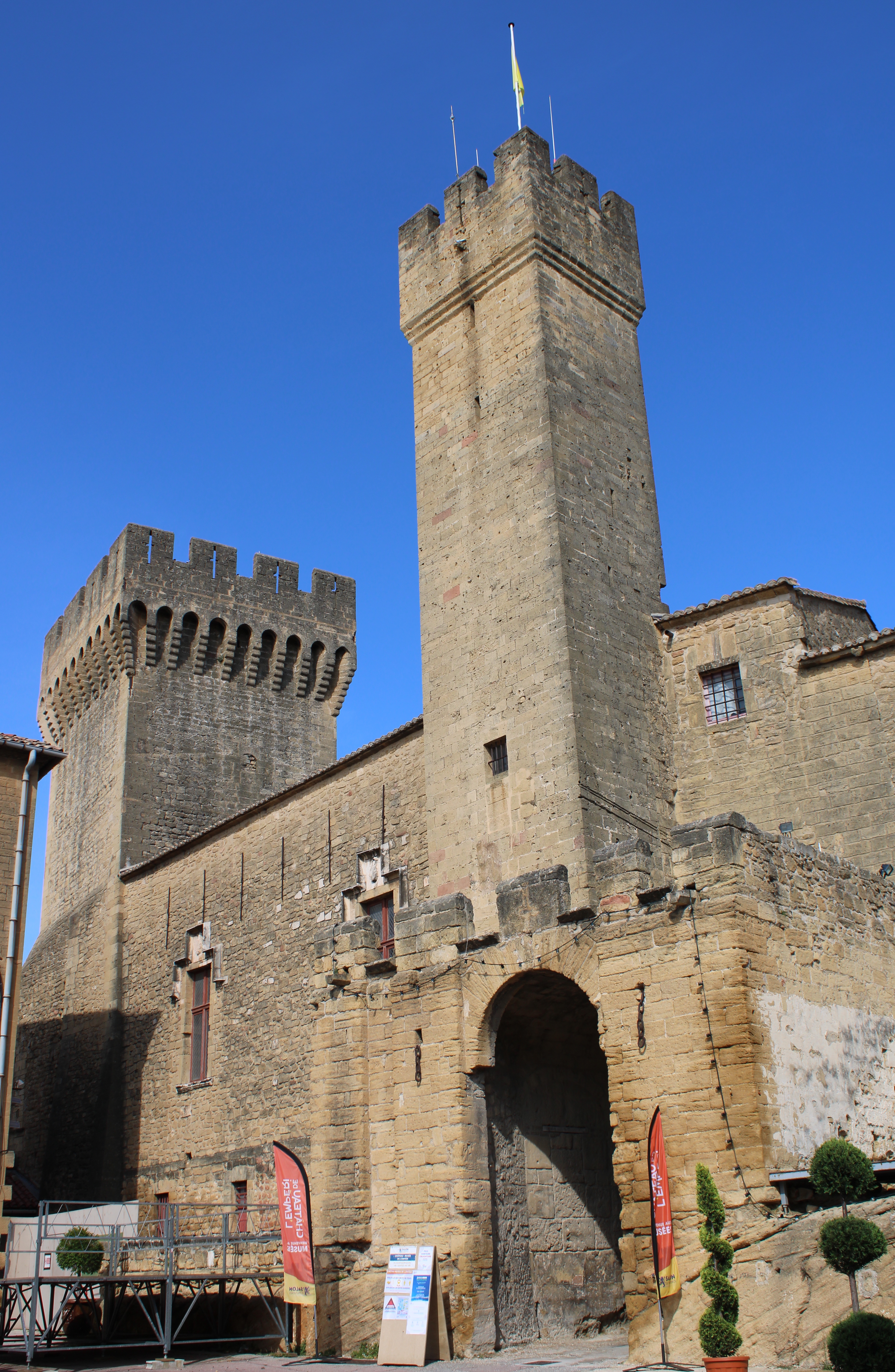
Torens
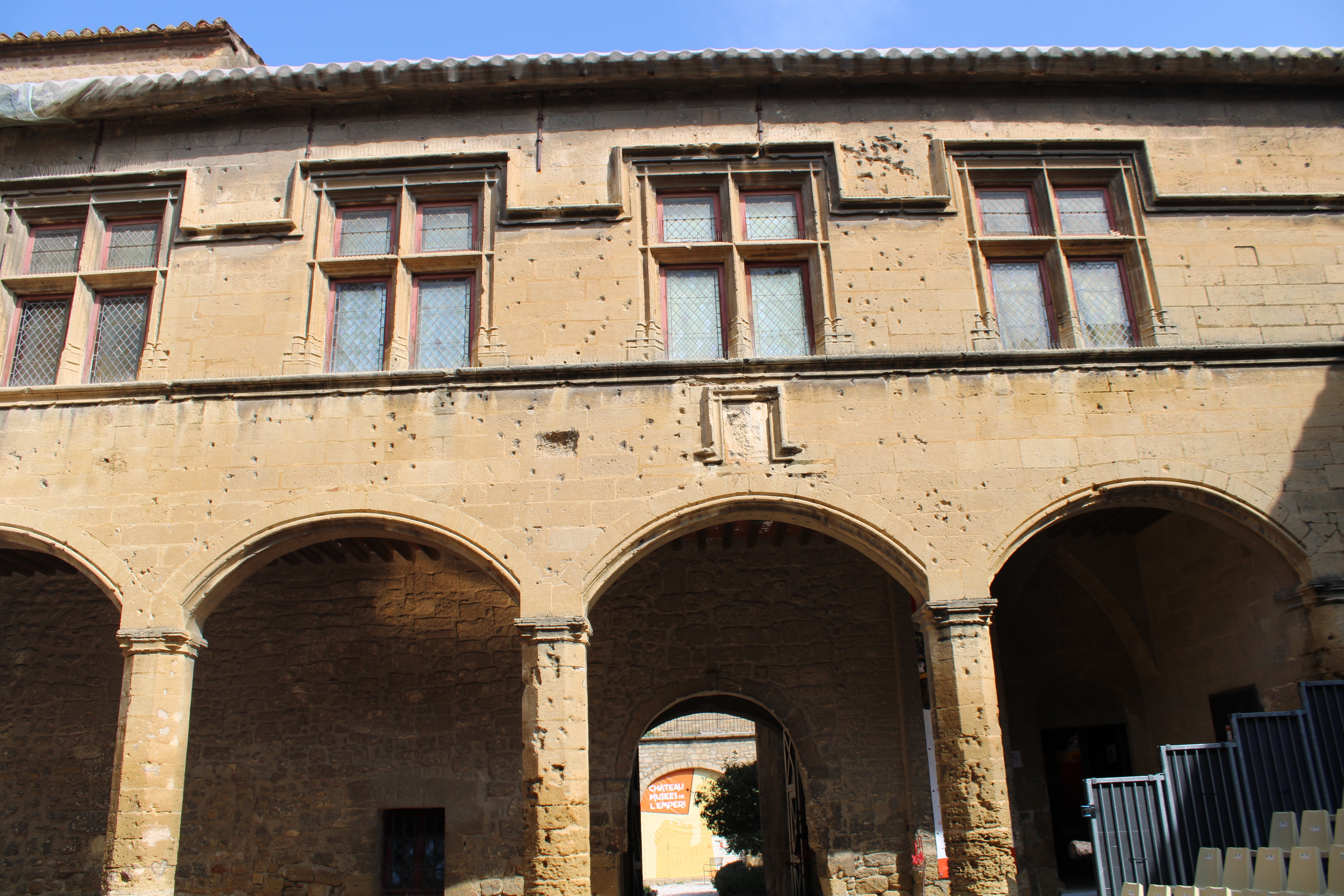
Binnenplaats
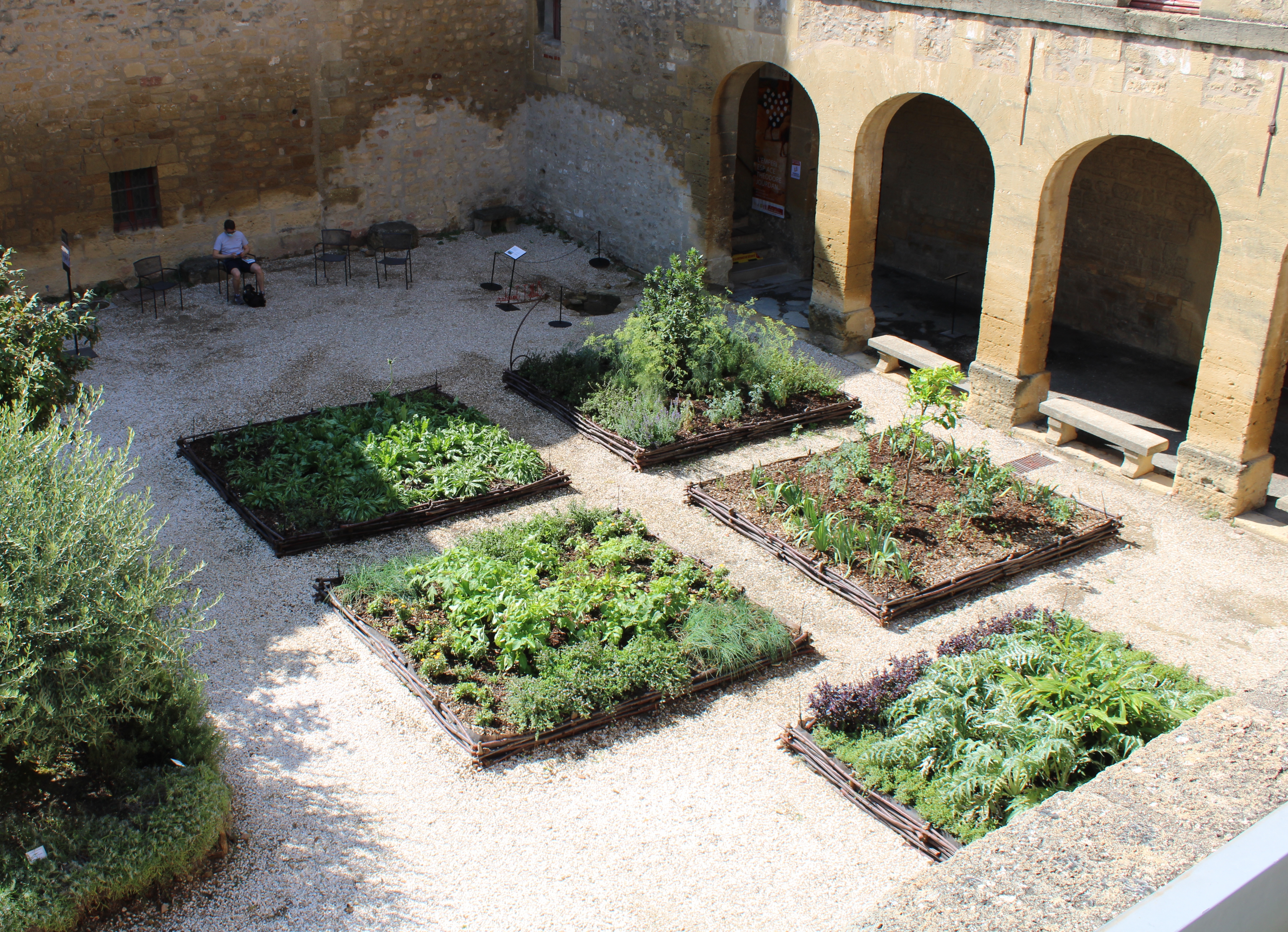
Tuin
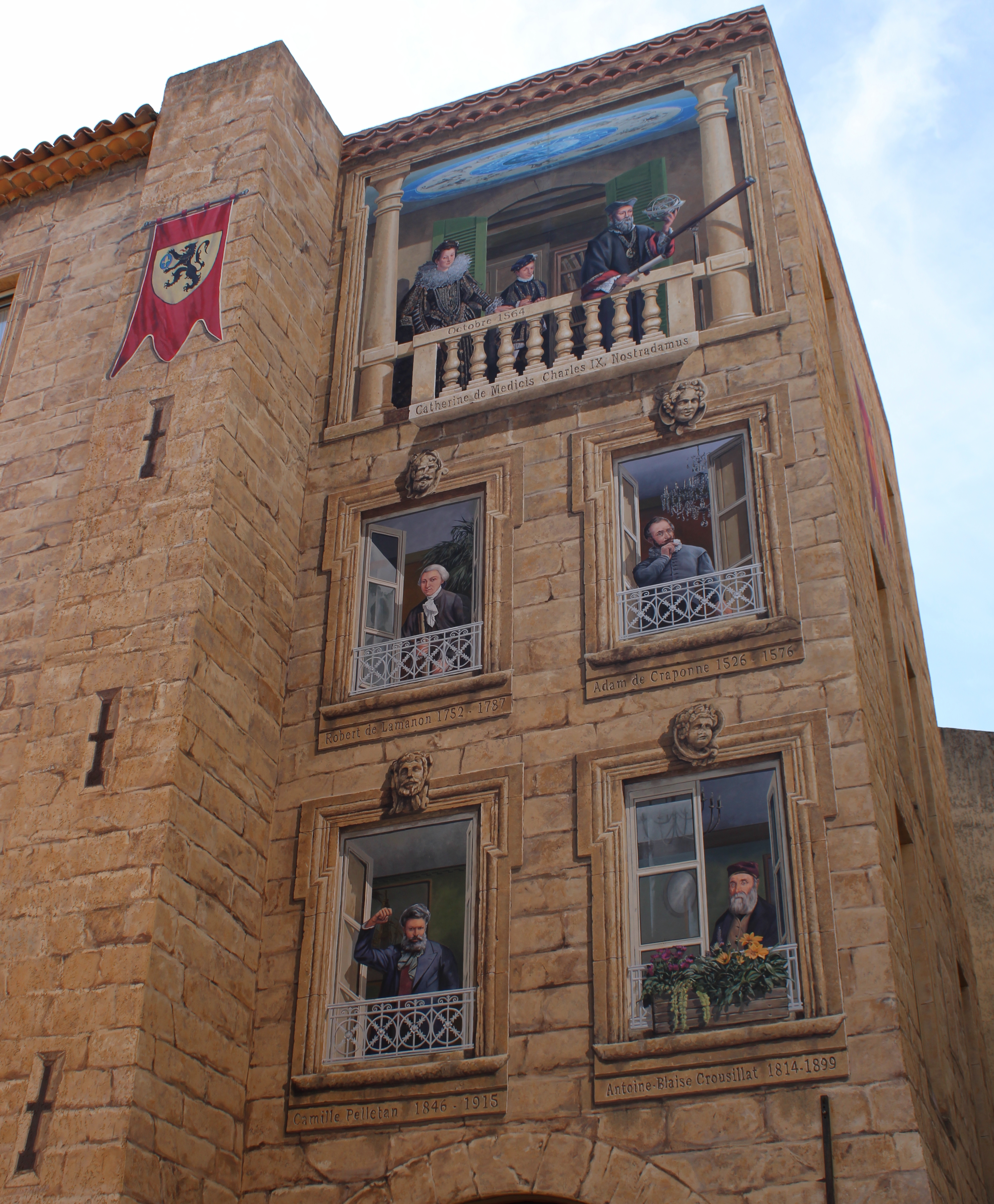
Trompe l'oeil met beroemde historische figuren
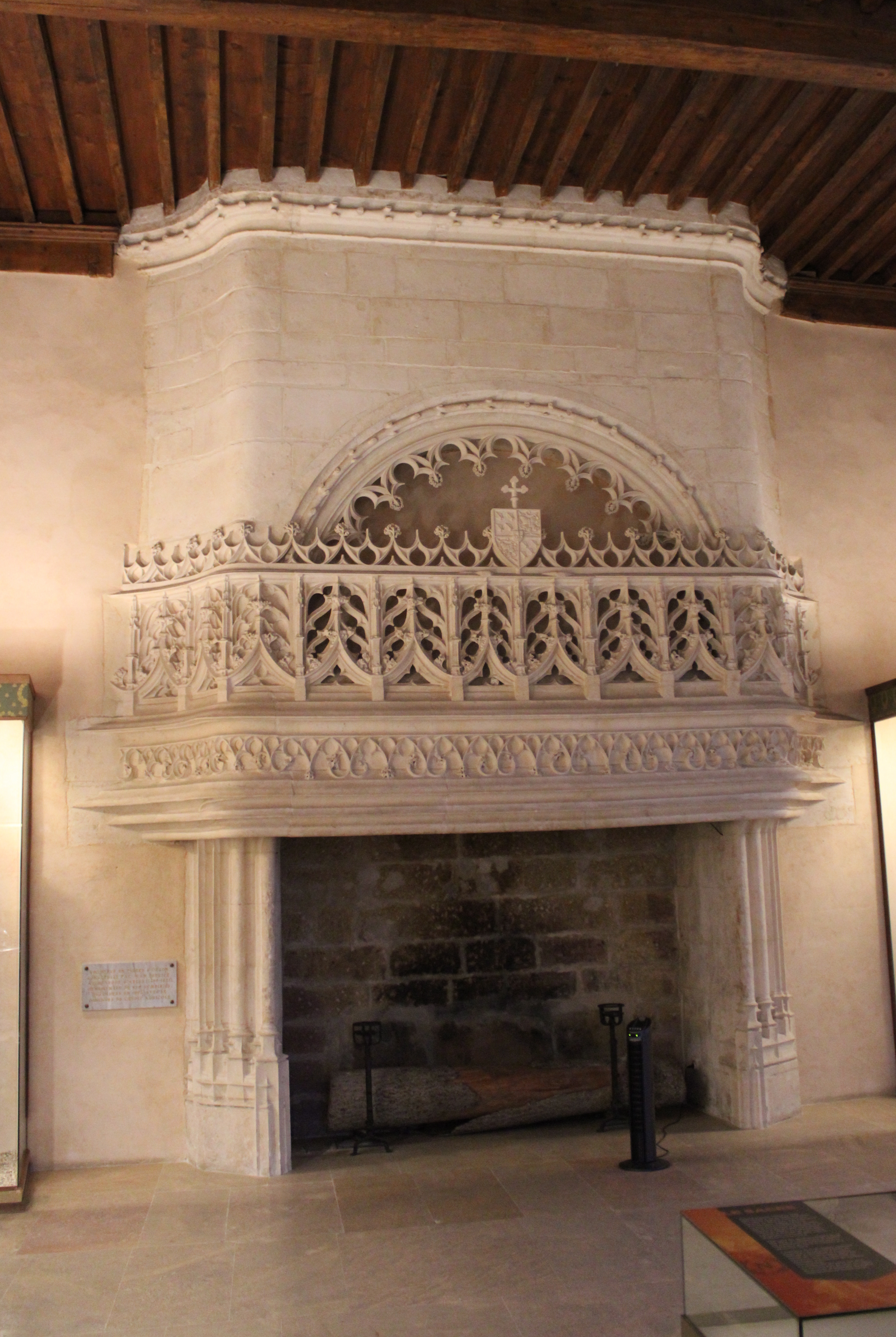
Gotische schouw
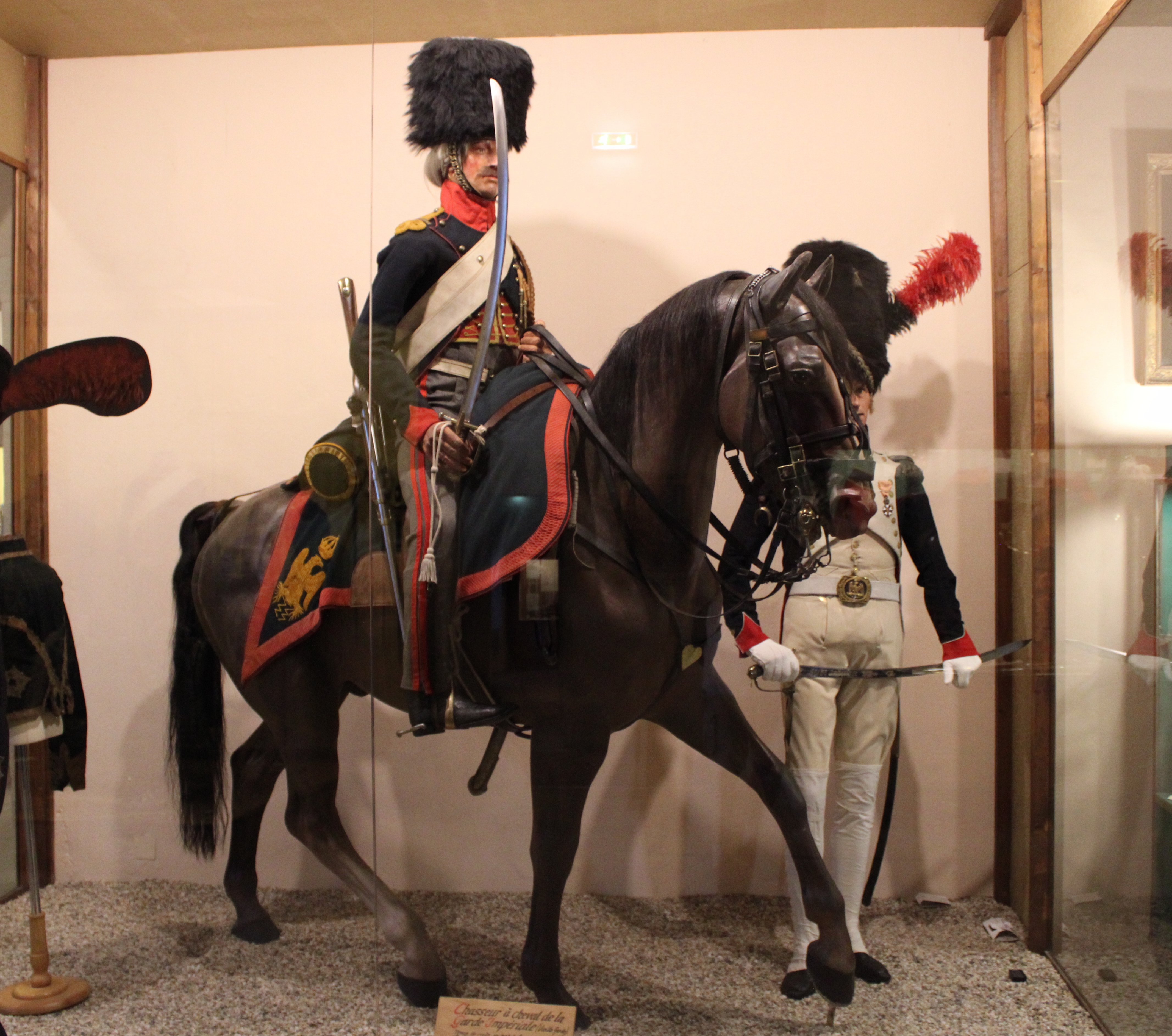
Opstelling in het legermuseum